# Gora Golysheva
Gora Golysheva är ett berg i Antarktis. Det ligger i Östantarktis. Norge gör anspråk på området. Toppen på Gora Golysheva är 1 673 meter över havet.
Terrängen runt Gora Golysheva är kuperad åt nordost, men åt sydväst är den platt.  Trakten är obefolkad. Det finns inga samhällen i närheten.